# Edith Meinhard
Edith Meinhard, nom de scène de Herma Ruth Edith Kötteritzsch (née le 22 novembre 1908 à Berlin, mort le 26 juin 1968 dans la même ville) est une actrice allemande.

## Biographie
Edith Kötteritzsch est la fille de l'actrice Anna Kötteritzsch (1882-1956). En 1914, elle épouse son collègue Rudolf Meinhard-Jünger (1880-1942). À 10 ans, Edith Meinhard fait ses débuts au cinéma muet. À 20 ans, elle est engagée par la société de production Defu pour deux films muets.
Elle maintient sa carrière quand le cinéma devient sonore. Edith Meinhard incarne un large éventail de rôles de figuration jusqu'au déclenchement de la Seconde Guerre mondiale en 1939, notamment des prostituées, des secrétaires, des servantes et des soubrettes. Le dernier film d'Edith Meinhard est tourné au printemps 1943, peu avant le début des raids de bombardements alliés sur Berlin. Sa dernière apparition publique a lieu le 23 mars 1943 dans le cadre de l'émission de radio Luxemburg spielt auf à Luxembourg.
Edith Meinhard épouse Evald Verner Jensen en 1947. Elle meurt en 1968 à l'hôpital de Hohengatow à Berlin-Gatow, dans l'ouest de la ville.

## Filmographie
- 1919 : Der Tänzer (de)
- 1928 : Der Herzensphotograph
- 1928 : Le Gentilhomme des bas-fonds
- 1929 : Männer ohne Beruf (de)
- 1929 : Le Journal d'une fille perdue
- 1929 : Le Meneur de joies
- 1930 : Der Mann im Dunkel
- 1930 : Anny chauffeur
- 1931 : Voruntersuchung
- 1931 : Kabarett-Programm Nr. 3 (court métrage)
- 1931 : Meine Frau, die Hochstaplerin
- 1932 : Raspoutine
- 1933 : Kampf um Blond
- 1933 : Le Front invisible
- 1933 : Müller reist zum Wintersport (court métrage)
- 1934 : Zigeunerblut
- 1934 : Ein fideles Büro (court métrage)
- 1934 : Das Geschäft blüht (court métrage)
- 1934 : Bitte ein Autogramm! (court métrage)
- 1935 : Knockout – Ein junges Mädchen, ein junger Mann
- 1935 : Wie du mir – so ich dir (court métrage)
- 1936 : Der schüchterne Casanova
- 1936 : Der Favorit der Kaiserin (de)
- 1936 : Spiel an Bord
- 1936 : Rosen und Liebe (court métrage)
- 1936 : Blinder Eifer (court métrage)
- 1937 : Le Cuirassé Sébastopol
- 1937 : Gleisdreieck
- 1937 : On parle de Jacqueline
- 1937 : Die Austernlilli
- 1937 : Der Unwiderstehliche (de)
- 1937 : Der andere Mann (court métrage)
- 1938 : Mit versiegelter Order
- 1938 : Das Ehesanatorium
- 1938 : Musketier Meier III
- 1938 : Chasse à l'homme
- 1938 : Mordsache Holm (de)
- 1938 : Sans laisser de traces
- 1938 : Rote Orchideen (de)
- 1938 : Le Cas du Dr. Deruga
- 1938 : Ein Mädchen geht an Land (de)
- 1938 : La Belle Hongroise
- 1938 : La Nuit décisive
- 1938 : Kleines Intermezzo (court métrage)
- 1939 : Le Chapeau florentin
- 1939 : Allô Janine (de)
- 1939 : Der Polizeifunk meldet
- 1939 : Die Sache mit dem Hermelin (court métrage)
- 1939 : Wer küßt Madeleine?
- 1939 : Wir tanzen um die Welt
- 1940 : La Jeune fille au lilas
- 1941 : Jenny und der Herr im Frack
- 1941 : Der Trichter Nr. 12 (court métrage)
- 1943 : Ein Mann mit Grundsätzen?